# Стреляй, за да убиеш
„Стреляй, за да убиеш“ (на английски: Shoot to Kill) е американски екшън трилър от 1988 г. на режисьора Роджър Спотисууд, и участват Сидни Поатие (първият му филм от 10 години), Том Беринджър, Кланси Браун, Андрю Робинсън и Кърсти Али.